# Église Saint-Jean-Baptiste de Montréjeau
L'église Saint-Jean-Baptiste de Montréjeau est une église catholique située à Montréjeau, dans le département français de la Haute-Garonne en France.

## Historique
Au XIIIe siècle a été fondée la bastide de Mons Regalis de Riparia "Mont-Royal de Rivière dit Montréal-de-Rivière" où fut construite une église.
Devant l'église était construite une tour fortifiée qui est aujourd'hui la base du clocher. La tour faisait partie d'un rempart de l'enceinte (aujourd'hui disparu) entourant la bastide.
La base de la tour était la porte de la bastide (porte Saint-Jean) avec un pont levis et des douves sèches.
Aux XVe et XVIe siècles, l'église est agrandie avec quatre chapelles latérales et est reliée à l'ancienne tour de défense où un clocher-mur est construit.
L'église est surélevée avec la construction d'une charpente évoquant la carène d'un navire. La charpente était le support d'une fausse voûte en plâtre décorée avec des peintures.
L'église est pillée par Gui le bâtard de Bourbon en 1438-1439, puis en 1569 par les huguenots lors des guerres de Religion.
Aux XVIIe et XVIIIe siècles, le clocher-mur est enlevé pour surélever la tour d'un tiers de sa hauteur et y placer le clocher. Des pierres où sont inscrites les dates 1618 et 1641 ont été placées sur la tour pour marquer les deux étapes de la construction.
Lors de la Révolution, l'église s'enrichit d'un mobilier exceptionnel, comprenant des retables (retables de Notre-Dame-de-Pitié, de la Vierge à l'Enfant et de saint-Joseph,) et statues provenant de la chapelle de l'ancien couvent des Augustins (qui fut détruit).
Au XIXe siècle, le portail sud est fermé par une cloison de briques, des autels néogothiques sont ajoutés, et les horloges avec leurs encadrements monumentaux sont mises en place (1889).
Entre 1854 et 1857, un faux-plafond est réalisé (restauration de l'ancienne ou nouveau faux-plafond ?), il fut démoli en 1957 car il menaçait de s'effondrer laissant de nouveau apparaître la charpente que l'on voit aujourd'hui.
Entre 1957 et 1970, l'église est entièrement décapée du plâtre (et des peintures) recouvrant les murs pour laisser les pierres apparentes, seuls les restes d'anciennes fresques où est reconnaissable le blason de Comminges ; elle est aussi débarrassée du mobilier baroque provenant du couvent des Augustins transféré lors de la Révolution,.
Les vitraux ont été réalisés de 1961 à 1963 par le peintre verrier Henri Guérin.
En 1970, l'église est restaurée pour lui redonner un aspect ancien.
En 2008, des travaux sont effectués à l'entrée de l'église avec la mise en place d’un soutènement métallique pour consolider l'arche en pierres supportant le parement est du clocher.
En 2019, une nouvelle entrée avec portes vitrées a été réalisée apportant plus de luminosité à l'intérieur et une meilleure accessibilité. Des travaux de restauration ont été également faits dans la chapelle de la Vierge Marie.

## Description

### Intérieur

#### Lenarthex
L'ancienne entrée était faite avec deux portes battantes latérales en bois, munies de deux draps blancs abaissés quand elles étaient ouvertes.
La nouvelle entrée avec des portes vitrées a été réalisée en 2019.

#### Lanef
Sont inscrits à l'inventaire des monuments historiques :
- Le bas-relief en pierre du Christ en croix daté du XVe siècle[10].
- La statue sculptée en bois et dorée de saint Barthélemy datée du XVIIe siècle[7].

##### Lacrèche de Noëldes Pyrénées
La crèche de Noël avec un décor en arrière-plan des Pyrénées commingeoises est installée dans l'ancienne entrée de l'église.

#### Chapelle saintJoseph
Le retable représente trois scènes de la vie de saint Joseph :
- À gauche : le mariage de Joseph et Marie.
- Au centre : l'Adoration des bergers (reconnaissable avec leurs bâtons et leurs sacs en bandoulière).
- À droite : la Présentation de Jésus au Temple.

L'autel est en bois sculpté et doré, sur la façade est représenté le portait de saint Joseph avec de chaque côté des fleurs de lys.
Sont inscrits à l'inventaire des monuments historiques :
- Le retable daté du XVIIIe siècle[6],[5].
- La statue sculpté en bois et dorée de saint Jean le Baptiste daté du XVIIe siècle[7].
- Le buste-reliquaire de saint Roch daté du XVIIIe siècle[11].

#### Chapelle saintBertrand
À l'origine la chapelle était dédiée au Sacré-Coeur et une statue du Christ en croix était placée au centre du retable.
Au centre du retable monumental, une statue de saint Bertrand posée sur le tabernacle.
Au sommet du retable est représenté Dieu le Père avec sa main gauche posée sur le globe terrestre.
Sur la façade de l'autel en bois sculpté est représenté :
- Au centre, la révélation du Sacré-Coeur de Jésus à saint Marguerite-Marie Alacoque.
- À gauche, un ange tient dans ses bras un coussin sur lequel est posé un roseau avec au bout une éponge, un marteau, trois clous et une tenaille (les outils de la crucifixion).
- À droite, un ange tenant une couronne d'épines.

Sont inscrits à l'inventaire des monuments historiques :
- La statue du Christ aux liens datée du XVIe siècle[13].
- Le retable daté des XVIIIe et XIXe siècles. Au centre du retable, la statue du Christ en croix disparue a été remplacée par une statue de saint Bertrand[12],[14],[15].
- La statue de saint Bertrand datée du XVIIIe siècle[15],[16].
- Le buste-reliquaire de saint Barthélemy daté du XVIIIe siècle[11].

#### Lechœur
Le grand vitrail de l'abside a été offert par la famille de Lassus, il représente la crucifixion de Jésus-Christ au Golgotha.
- Le soleil et la lune ont des visages.
- Jésus est au centre avec de chaque côté des malfaiteurs, en bas de la croix de Jésus se trouve saint Jean l'évangéliste (à gauche, se tenant debout en priant) avec sainte Marie Madeleine (au pied de la croix à genoux).
- Au premier plan à droite, les trois Marie (la Vierge Marie (avec un voile et vêtement bleu), Marie Salomé et Marie Jacobé).
- Au premier plan à gauche, trois hommes (des grands prêtres d'Israël et des lévites ? ou des soldats romains ayant suivi les enseignements de Jésus ?), car les apôtres sont représentés avec des auréoles.
- À la base ont été placés les blasons : à gauche, de la famille de Lassus et à droite, du baron de la famille de Lassus qui fit don de ce vitrail (car chaque baron a son blason personnel).
- Les petits vitraux placés dans les sculptures en haut du vitrail représentent  : à gauche, l'agneau de Dieu en sacrifice, à droite, un agneau avec des ailes ? dans un calice.

La statue de la Vierge à l'Enfant (où l'Enfant Jésus tient entre ses mains une colombe) est datée du XVIIIe siècle.
Sont inscrits à l'inventaire des monuments historiques :
- Le buste-reliquaire de saint Jean le Baptiste daté du XVIIIe siècle[11].
- Un tableau de la descente de croix daté de 1842 (œuvre disparue)[17],[8].

#### Chapelle de laVierge Marie
Ce retable monumental de la Vierge à l'Enfant daté du XVIIIe siècle, a été commandé par Marc François de Lassus en 1728 au sculpteur Marc Ferrère pour la chapelle du couvent des Augustins, il fut transféré à l'église lors de la Révolution.
Les colonnes autour de la statue de la Vierge à l'Enfant sont décorées avec des fleurs et des roses. Les côtés gauche et droit du retable sont décorés avec des feuillages, des anges et divers objets utilisé pour célébrer la messe :
- À gauche : une tiare pontificale, un calice, un évangile, et un seau à eau bénite avec un goupillon,
- À droite : une mitre, un plat de quête, un chandelier et une cloche.

Sur la base du retable sont représentés des objets selon les litanies de Lorette, de gauche à droite : La tour de David, la maison d'or, la porte du ciel et un vase d'honneur.
Au sommet du retable est écrit Ave Maria au milieu des nuages et des anges. Au-dessus est représenté l'Annonciation.
Entre le retable et la voûte est représenté avec une sculpture en plâtre la Trinité.
La voûte est décorée de fleurs et de végétaux colorés.
L'autel est en marbre gris, sur la façade sont représentés deux cœurs, le Sacré-Cœur de Jésus et le Cœur Immaculée de Marie.
Sont classés au titre objet des monuments historiques :
- Le retable[4] et la statue de la Vierge à l'Enfant[18] réalisés par le sculpteur Marc Ferrère entre 1728 et 1731.
- La statue du Christ en croix en bois sculptée et dorée, datée du XVIIe siècle[19].

#### Chapelle Notre-Dame-de-Pitié
Ce retable monumental de la pietà daté du XVIIIe siècle, a été commandé par Marc François de Lassus en 1728 au sculpteur Marc Ferrère, pour la chapelle latérale gauche de l'église des religieux Augustins, car dans le sol de cette chapelle étaient inhumés 23 membres de la famille de Lassus-Nestier depuis le début du XVIIe siècle. Lors de la Révolution, le retable fut transféré à l'église.
Les colonnes autour de la pietà sont décorées avec des feuilles de vigne et des grappes de raisin.
Les côtés gauche et droit du retable sont décorés avec les objets (reliés par une corde) utilisés lors de la Passion de Jésus-Christ :
- À gauche : la main du grand-prêtre qui gifla le Christ et le calice de l'Agonie, le glaive de saint Pierre avec lequel il coupa l'oreille de Malchus, la couronne d'épines et l'éponge imbibée de vinaigre au bout d'une branche d'hysope, et en bas le coq de saint Pierre.
- À droite : le marteau et la tenaille, ?, la coupe de boisson amère, la bourse et les trente pièces d'argent de Judas.

La partie haute du retable est endommagée (au-dessus des colonnes), deux anges dorés étaient placés, ils ont été volés.
Au sommet du retable est représentée l'Agonie de Jésus-Christ au Jardin des Oliviers, au-dessus est sculpté et doré le visage du Christ (sur un linceul ?), il est surmonté d'une croix sur laquelle est enroulé un serpent (un caducée ?).
L'autel est en marbre gris. Le petit tabernacle est fait de plaques en métal dont la porte est en cuivre avec une croix dorée.
- Le retable de la pietà, réalisé par le sculpteur Marc Ferrère entre 1728 et 1731, est classé au titre objet des monuments historiques[2], ou était classé ?, car il n'est pas ou plus référencé sur la Plateforme Ouverte du Patrimoine - Ministère de la Culture[20], peut-être à cause de la partie haute du retable endommagée ?

## Galerie

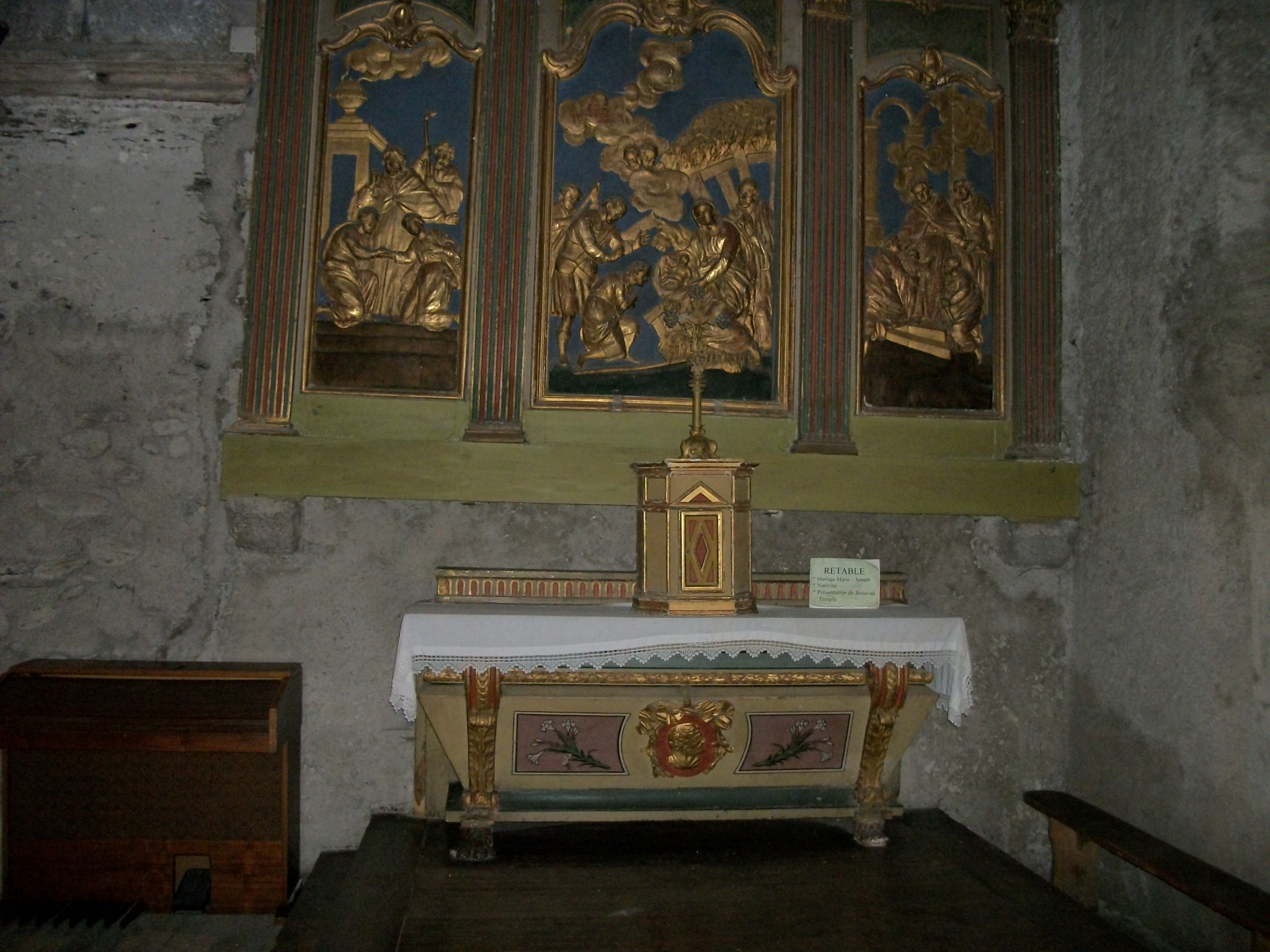
L'autel en bois sculpté
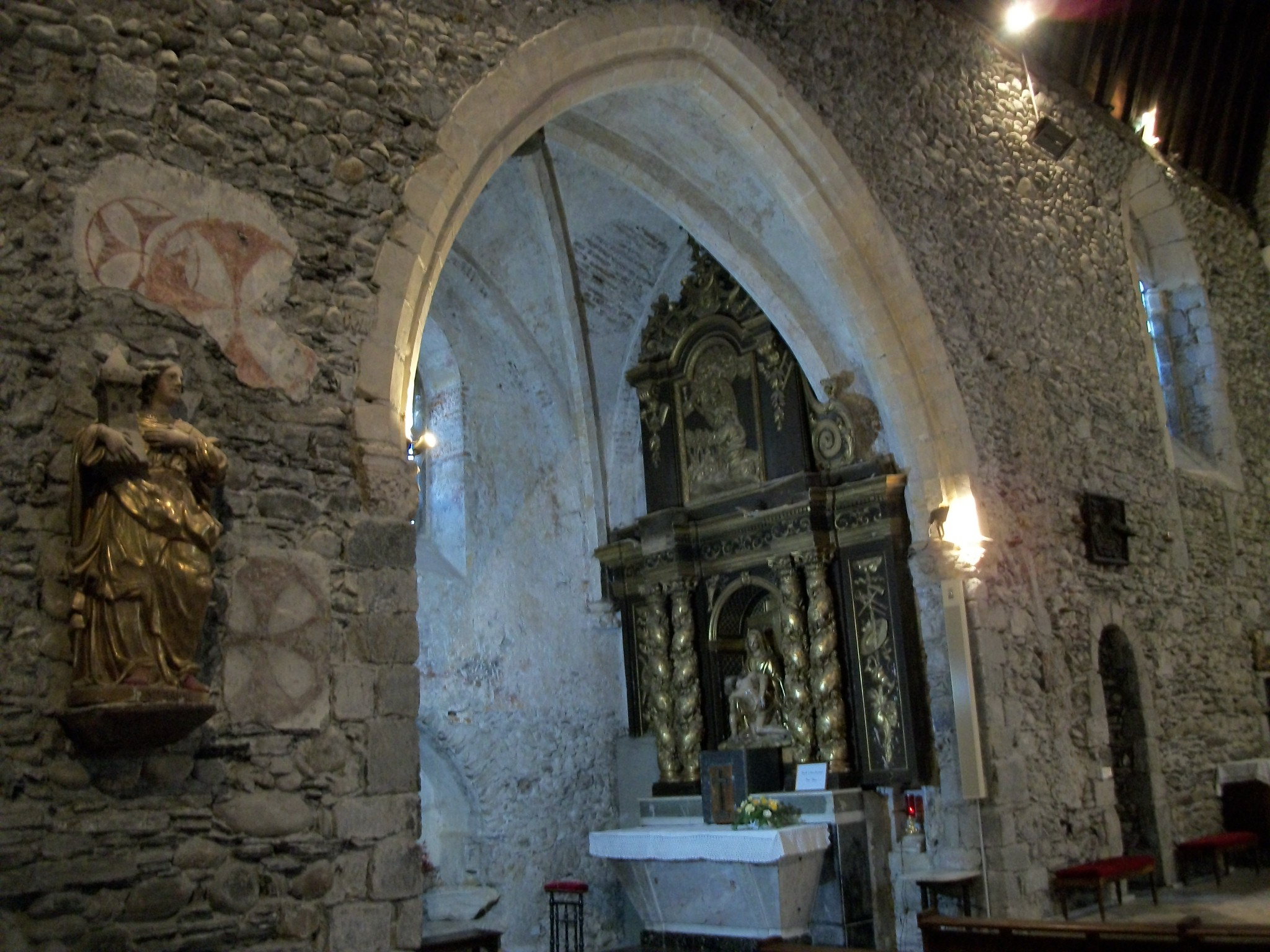
Chapelle Notre-Dame-de-Pitié
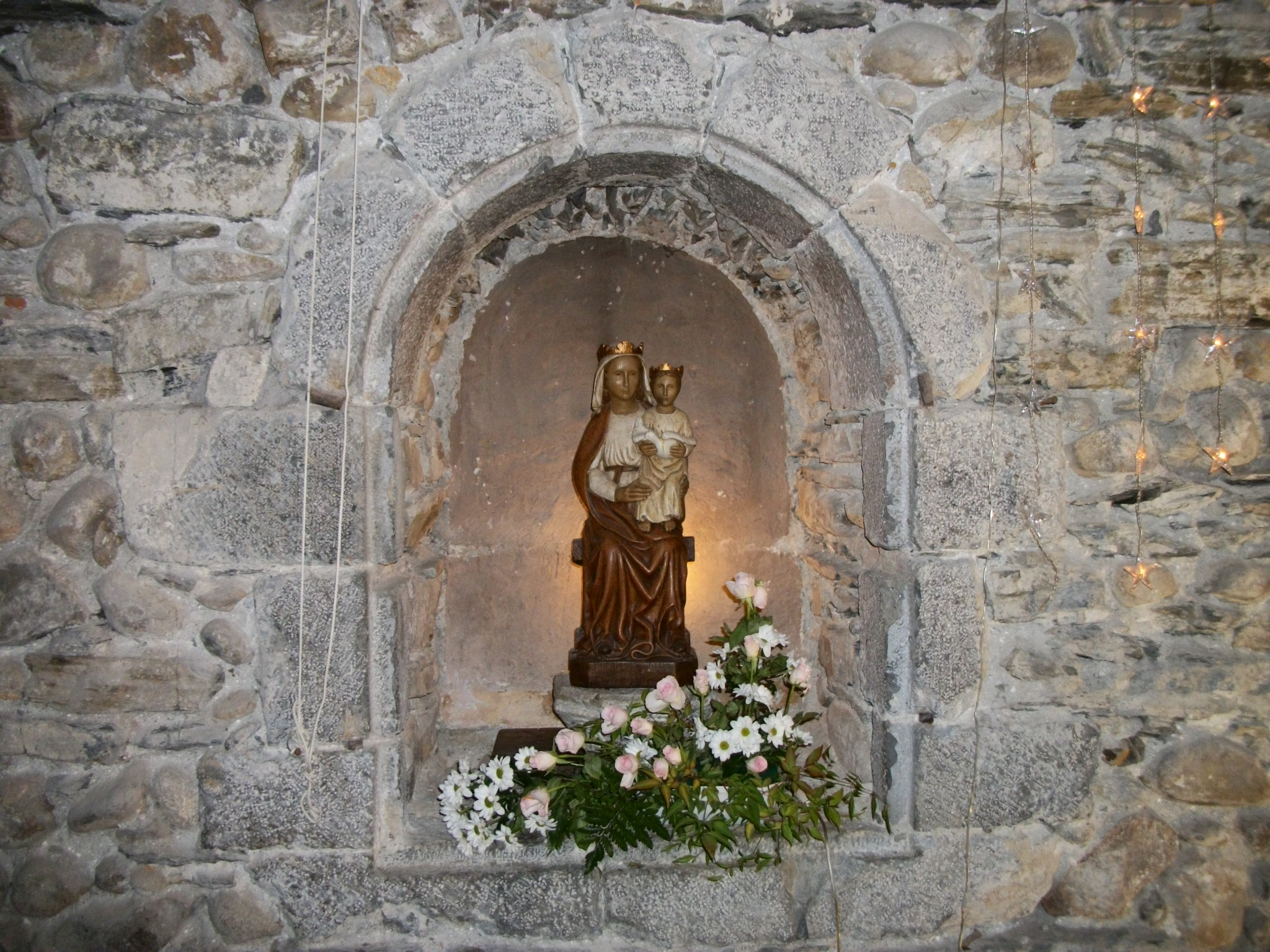
Statue de la Vierge à l'Enfant
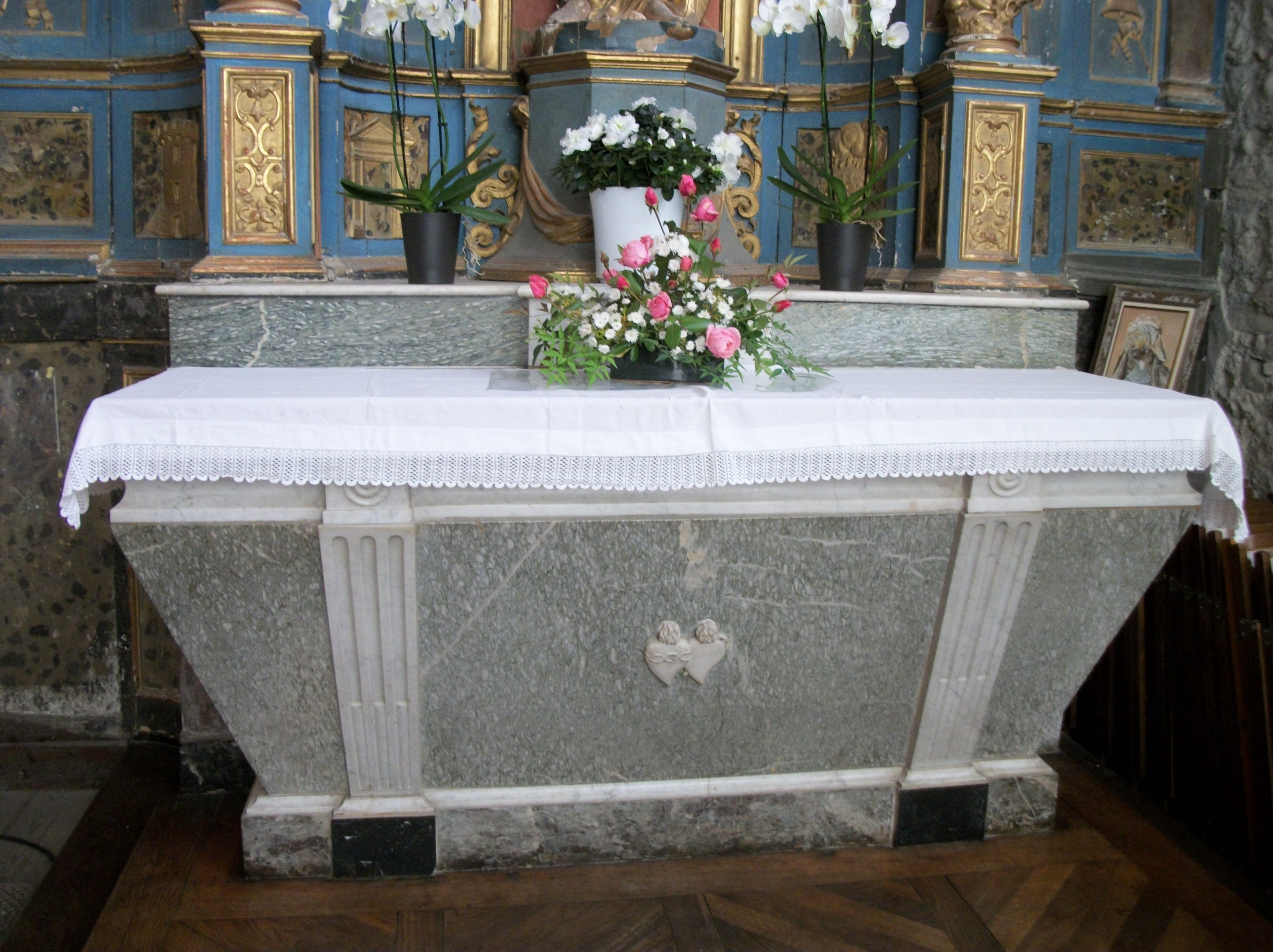
L'autel en marbre gris et blanc, sur la façade sont représentés deux cœurs, le Sacré-Cœur de Jésus et le Cœur Immaculée de Marie.
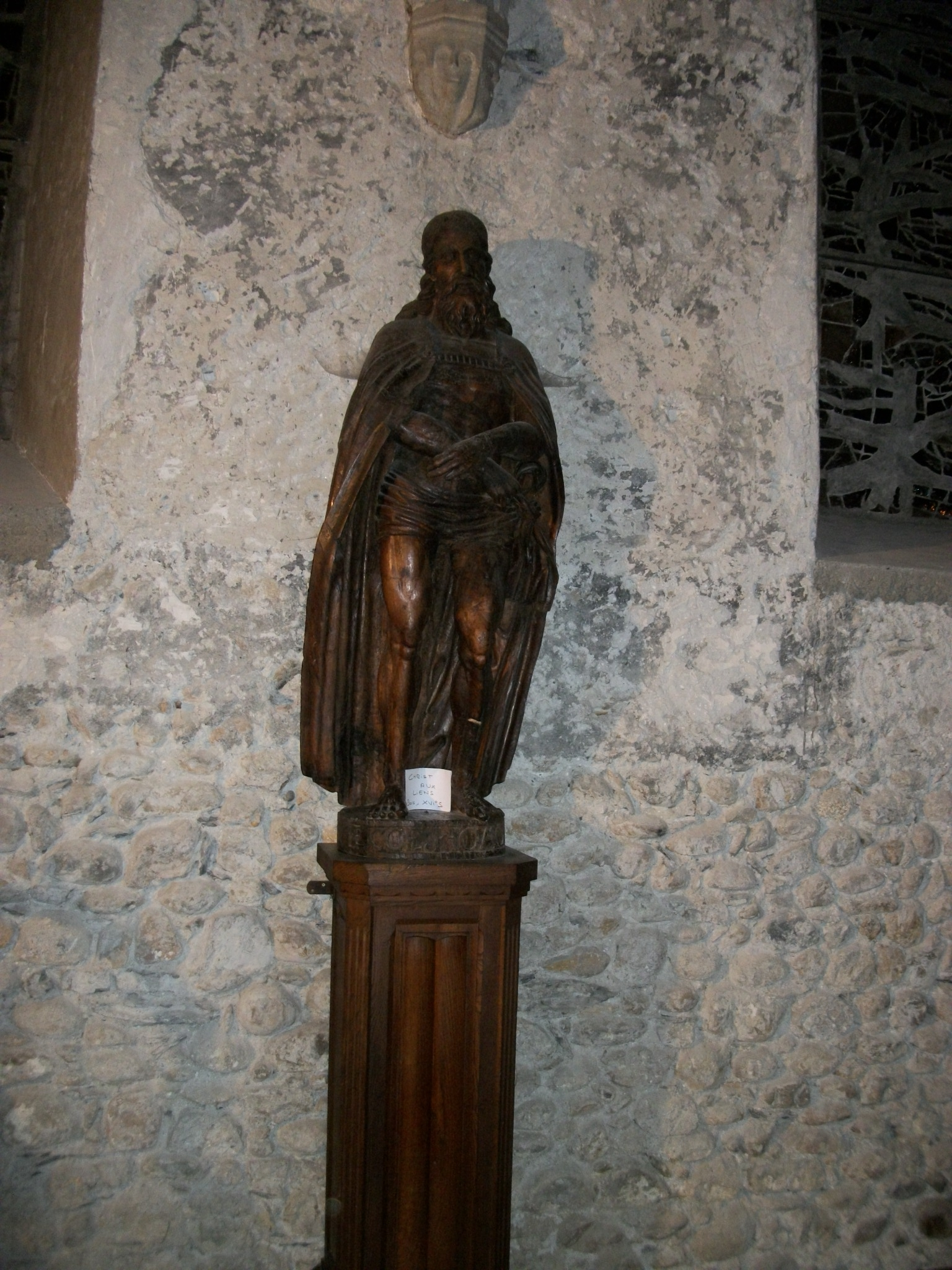
Statue en bois sculpté du Christ aux liens datée du XVIe siècle

## Extraits audio

### Messe de la veillée de Noël
Extraits de la messe de la veillée de Noël de l'ensemble paroissial de Montréjeau à l'Église Saint-Jean-Baptiste de Montréjeau le 24 décembre 2019.

### Messe ordinaire
Extraits de la messe de l'ensemble paroissial de Montréjeau à l'Église Saint-Jean-Baptiste de Montréjeau le 27 septembre 2020.